# Хапоэль (футбольный клуб, Рамат-ха-Шарон)
Футбольный клуб «Хапоэль Ирони Нир Рамат-ха-Шарон» (ивр. מועדון כדורגל הפועל עירוני ניר רמת השרון‎) — израильский профессиональный футбольный клуб из города Рамат-ха-Шарон. Основан в 1984 году. домашние матчи проводит на стадионе «Грундман», вмещающем 4 300 зрителей. В сезоне 2010/11 клуб играл в «Лиге Леумит», втором по силе дивизионе чемпионата Израиля, но заняв в ней первое место, «Хапоэль» добился права со следующего сезона впервые в своей истории выступать в Премьер-лиге Израиля.

## Достижения
- Кубок Израиля: 
  - Полуфиналист (1): 2009/10
- Лига Леумит: 
  - Победитель (1): 2010/11